# Kommode (møbel)
 For alternative betydninger, se Kommode. (Se også artikler, som begynder med Kommode)
En kommode er et møbel med skuffer til opbevaring.
Ordbøger fra før 1696 kender den ikke. Dictionnaire de Tréuoux (1704) kalder kommode »ny«. I 1708 ejede Ludvig XIV en kommode, og i 1718 kaldte hertuginden af Orléans en kommode for "et bord (table) med store skuffer".

## Historisk
Den ældgamle kiste havde til slutningen af 17. århundrede været eneste gemmemøbel; den fik så fast låg, forsiden forsynedes med skuffer og kisten blev dermed til en dragkiste på fødder. Dragkisten kom til Danmark efter 1700. Da dragkisterne blev mindre, fik de navnet kommode og omtales i denne form som nymodens i Christian VI's tid. Oprindelig havde dragkisterne plane sider, håndtag og nøgleskilte af metal. I det 18. århundrede svejfedes siderne ofte i excentriske bølger og fik plader af marmor. Under dækpladen fandtes undertiden et udtræk til at skrive på, og møblet hed så bureau, der er blevet fællesnavnet for alle svenske kommoder.
Signerede danske kommoder af Mathias Ortmann er kostbare, men ikke altid lavet med omhu.